# Prudhomat
Prudhomat é uma comuna francesa na região administrativa de Occitânia, no departamento de Lot. Estende-se por uma área de 12,39 km². Em 2010 a comuna tinha 734 habitantes (densidade: 59,2 hab./km²).